# Чемпионат Южной Америки по футболу 1916
Чемпионат Южной Америки 1916 года — первый розыгрыш Кубка Америки, проведён в Буэнос-Айресе, столице Аргентины. Стартовал 2 июля 1916 года матчем Уругвай — Чили, завершился 17 июля матчем Аргентина — Уругвай.
Турнир состоял из группового этапа, в котором участвовало четыре команды, где все встречались между собой по разу. Два очка начислялось за победу, одно за ничью и ноль за поражение.
Все матчи чемпионата должны были состояться на стадионе ХЭБА в Буэнос-Айресе, однако последняя игра между двумя лидерами чемпионата, Уругваем и Аргентиной, была остановлена всего через пять минут после начала — из-за беспорядков были повреждены деревянные трибуны стадиона. Матч был доигран на следующий день на более вместительном стадионе «Расинга» в Авельянеде. Благодаря ничейному результату (0:0) первым чемпионом Южной Америки стала сборная Уругвая.

## Участники
- Аргентина (организатор)
- Бразилия
- Уругвай
- Чили

## Стадионы
- Стадион ХЭБА («Химнасия и Эсгрима Буэнос-Айрес»), вместимость 18 000 зрителей
- Стадион «Расинга» (Колон и Альсина) (Авельянеда), вместимость 30 000 зрителей

## Составы команд
Заявочный лист из 23 игроков (среди них три вратаря) представила только сборная Аргентины. Меньше других заявила сборная Чили (один вратарь и 12 полевых игроков).

## Матчи

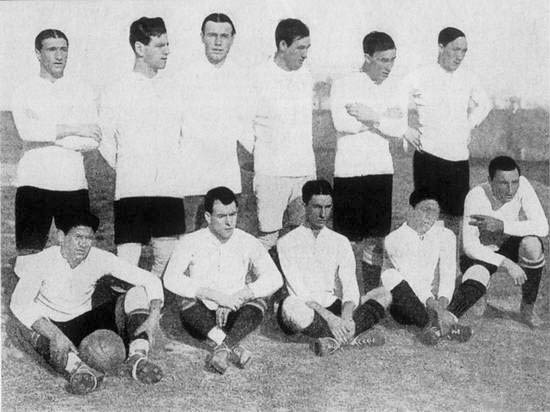
Сборная Уругвая — чемпион Южной Америки 1916

| 2 июля 1916                           | \| Уругвай \| 4:0 \| Чили \| \| Пьендибене 44′, 75′ · Градин 55′, 70′ \| Голы \| \| | Стадион ХЭБА, Буэнос-Айрес Зрителей: 10 000 Судья: Уго Гронда |
| Уругвай                               | 4:0                                                                                 | Чили                                                          |
| Пьендибене 44′, 75′ · Градин 55′, 70′ | Голы                                                                                |                                                               |

| 6 июля 1916                                                              | \| Аргентина \| 6:1 \| Чили \| \| Оако 2′, 75′ · Х. Д. Браун 60′ (пен.), 62′ (пен.) · Марковеккио 67′, 81′ \| Голы \| Баэс 44′ \| | Стадион ХЭБА, Буэнос-Айрес Зрителей: 15 000 Судья: Сидней Паллен |
| Аргентина                                                                | 6:1 | Чили                                                             |
| Оако 2′, 75′ · Х. Д. Браун 60′ (пен.), 62′ (пен.) · Марковеккио 67′, 81′ | Голы | Баэс 44′                                                         |

| 8 июля 1916    | \| Бразилия \| 1:1 \| Чили \| \| Демостенес 29′ \| Голы \| Саласар 85′ \| | Стадион ХЭБА, Буэнос-Айрес Зрителей: 15 000 Судья: Леон Пейроу |
| Бразилия       | 1:1                                                                       | Чили                                                           |
| Демостенес 29′ | Голы                                                                      | Саласар 85′                                                    |

| 10 июля 1916 | \| Аргентина \| 1:1 \| Бразилия \| \| Лагуна 10′ \| Голы \| Аленкар 23′ \| | Стадион ХЭБА, Буэнос-Айрес Зрителей: 20 000 Судья: Карлос Фанта |
| Аргентина    | 1:1                                                                        | Бразилия                                                        |
| Лагуна 10′   | Голы                                                                       | Аленкар 23′                                                     |

| 12 июля 1916             | \| Уругвай \| 2:1 \| Бразилия \| \| Градин 58′ · Тоньола 77′ \| Голы \| Фриденрайх 8′ \| | Стадион ХЭБА, Буэнос-Айрес Зрителей: 20 000 Судья: Карлос Фанта |
| Уругвай                  | 2:1                                                                                      | Бразилия                                                        |
| Градин 58′ · Тоньола 77′ | Голы                                                                                     | Фриденрайх 8′                                                   |

| 17 июля 1916 | \| Аргентина \| 0:0 \| Уругвай \| | Стадион «Расинга», Авельянеда Зрителей: 30 000 Судья: Карлос Фанта |
| Аргентина    | 0:0                               | Уругвай                                                            |

## Турнирная таблица
| Команда   | И | В | Н | П | ГЗ | ГП | РГ | О |
| --------- | - | - | - | - | -- | -- | -- | - |
| Уругвай   | 3 | 2 | 1 | 0 | 6  | 1  | +5 | 5 |
| Аргентина | 3 | 1 | 2 | 0 | 7  | 2  | +5 | 4 |
| Бразилия  | 3 | 0 | 2 | 1 | 3  | 4  | −1 | 2 |
| Чили      | 3 | 0 | 1 | 2 | 2  | 11 | −9 | 1 |

## Лучшие бомбардиры
3 гола
- Исабелино Градин

2 гола
- Хуан Доминго Браун
- Альберто Марковеккио
- Альберто Оако
- Хосе Пьендибене